# تپه قراکند
تپه قراکند مربوط به دوره اشکانیان - دوره ساسانیان - دوران‌های تاریخی پس از اسلام است و در شهرستان اسدآباد، بخش چهاردولی، روستای قراکند واقع شده و این اثر در تاریخ ۱۰ بهمن ۱۳۸۳ با شمارهٔ ثبت ۱۱۳۴۹ به‌عنوان یکی از آثار ملی ایران به ثبت رسیده است.